# Zaprešić Saints
Gli Zaprešić Saints sono una squadra di football americano, di Zaprešić, in Croazia, fondata nel 2010. Hanno vinto un campionato croato di flag football.

## Dettaglio stagioni

### Tornei

#### Tornei nazionali

##### Campionato

###### HFL
| Stagione | regular season | regular season | regular season | regular season | regular season | regular season | playoff | playoff | playoff | playoff | playoff | playoff   | playoff          |
|          | Vin            | Par            | Per            | Tot            | PF             | PS             | Vin     | Per     | Tot     | PF      | PS      | risultato | avversaria       |
| -------- | -------------- | -------------- | -------------- | -------------- | -------------- | -------------- | ------- | ------- | ------- | ------- | ------- | --------- | ---------------- |
| 2017     | 3              | 0              | 0              | 3              | 56             | 36             | 0       | 1       | 1       | 7       | 9       | CroBowl   | Split Sea Wolves |
| Totale   | 3              | 0              | 0              | 3              | 56             | 36             | 0       | 1       | 1       | 7       | 9       |           |                  |

Fonti: Enciclopedia del Football - A cura di Roberto Mezzetti

## Palmarès
- 1 HFFL (2010)